# Domrémy-la-Pucelle
Domrémy-la-Pucelle là một xã trong vùng Grand Est, thuộc tỉnh Vosges, quận Neufchâteau, tổng Coussey. Tọa độ địa lý của xã là 48° 26' vĩ độ bắc, 05° 40' kinh độ đông. Domrémy-la-Pucelle nằm trên độ cao trung bình là 270 mét trên mực nước biển, có điểm thấp nhất là 268 mét và điểm cao nhất là 407 mét. Xã có diện tích 8,99 km², dân số vào thời điểm 1999 là 167 người; mật độ dân số là 19 người/km².

## Thông tin nhân khẩu
| 1962 | 1968 | 1975 | 1982 | 1990 | 1999 |
| ---- | ---- | ---- | ---- | ---- | ---- |
| 210  | 225  | 222  | 199  | 182  | 167  |

## Nhân vật nổi tiếng
- Jeanne d'Arc